# Брагин, Владимир Евгеньевич
Владимир Евгеньевич Бра́гин (8 октября 1961, Москва) — советский и российский сценарист и кинорежиссёр.

## Биография
Родился в Москве, в семье артистов эстрады. Мать — акробатка Раиса Гениятова. Отец — певец Евгений Брагин. Окончил ВГИК в 1987 году (мастерская В. Туляковой и А. Александрова). Работает в кино с 1991 года.

### Призы
- Лауреат премии «Надежда» (1995)
- Лауреат премии ТЭФИ (1997)

## Фильмография

### Режиссёр
- 1991 — Люми

### Сценарист
- 1991 — Знаменитости на Тюдор-стрит
- 1991 — Люми
- 1994 — Хаги-Траггер
- 1994 — Приговор
- 1996 — Возвращение «Броненосца»
- 1997 — Бедная Саша
- 1999 — Д. Д. Д. Досье детектива Дубровского (18 серий)
- 2001 — Конференция маньяков (4 серии)
- 2001 — Львиная доля
- 2001 — С точки зрения ангела
- 2001 — Сыщики (10 серий)
- 2001 — Удар Лотоса
- 2003 — Инструктор (12 серий)
- 2003 — Бульварный переплёт
- 2003 — Спецназ (1 серия)
- 2003 — Удар Лотоса 3: Загадка Сфинкса
- 2004 — Боец (12 серий)
- 2005 — Стая
- 2006 — Острог. Дело Фёдора Сеченова (главный автор, 40 серий)
- 2006 — Девять неизвестных (12 серий)
- 2007 — Застава (12 серий)
- 2007 — Ловушка
- 2007 — Пантера (9 серий)
- 2008 — Боец 2: Рождение легенды (14 серий)
- 2009 — Приказано уничтожить! Операция: «Китайская шкатулка» (4 серии)
- 2011 — Товарищи полицейские (главный автор, 32 серии)
- 2016 — Алмазы Сталина (4 серии)
- 2017 — Крым (при участии)
- 2021 — Яблоня (короткометражный фильм)